# Osborne (Kansas)
Osborne település az Amerikai Egyesült Államok Kansas államában, Osborne megyében, melynek megyeszékhelye is. Lakosainak száma 1335 fő (2020. április 1.).

## Népesség
A település népességének változása:

| 2010 | 1 431 |
| 2020 | 1 335 |